# Невельсон, Нина Львовна
Нина Львовна Невельсон (Бронштейн) (1902—1928) — деятель Левой оппозиции в Советском Союзе.

## Биография
Дочь Л. Д. Троцкого (Бронштейна) и А. Л. Соколовской. Её супругом являлся инженер-экономист Ман (Марк) Самсонович Невельсон (1896—1937), участник Февральской и Октябрьской революций, во время Гражданской войны — комиссар полка, политический комиссар дивизии, начальник политического отдела армии; впоследствии репрессирован, в 1937-м расстрелян.
Работала заведующей детским домом в столице. Перед смертью её исключили из ВКП(б) и выгнали с работы. По официальной версии скончалась 9 июня 1928 года от чахотки, в возрасте 26 лет. Её отец в это время находился в ссылке в Алма-Ате, на просьбу приехать и попрощаться с умирающей дочерью получил отказ. После смерти матери детей забрала к себе в Ленинград их бабушка Александра Львовна, после её ссылки детей забрала сестра бабушки Мария Львовна и увезла их к брату в Кирово.
Сын — Лев Маннович Невельсон (3 декабря 1921 — 22 апреля 1941) — студент СГУ, расстрелян.
Дочь — Волина Манновна Невельсон (род. 1925) — в начале 1930-х вывезена в УССР и пропала без вести.